# 関川村 (茨城県)
関川村（せきかわむら）は茨城県新治郡にかつて存在した村である。

## 地理
現在の石岡市の南東部の霞ヶ浦の南岸に位置し、台地と平地が入り組む谷戸が多い地形になっている。

## 歴史
村名は井関村の関と石川村の川を組み合わせて関川村となった。

### 村域の変遷
- 1889年（明治22年）4月1日 - 町村制施行により、井関村・石川村が合併し発足。
- 1954年（昭和29年）12月1日 - 三村とともに石岡市に編入。同日関川村廃止。

変遷表
| 1868年 以前 | 1868年 以前 | 明治22年 4月1日 | 昭和29年 12月1日 | 現在   |
| ----------- | ----------- | --------------- | ---------------- | ------ |
|             | 井関村      | 関川村          | 石岡市 に編入    | 石岡市 |
|             | 石川村      | 関川村          | 石岡市 に編入    | 石岡市 |

## 大字
- 井関（いせき）
- 石川（いしかわ）

## 人口・世帯

### 人口
総数 [単位： 人]
| 1891年（明治24年） | 1,790 |
| 1909年（明治42年） | 2,062 |
| 1920年（大正 9年） | 2,061 |
| 1935年（昭和10年） | 2,282 |
| 1950年（昭和25年） | 2,609 |

### 世帯
総数 [単位： 世帯]
| 1920年（大正 9年） | 447 |
| 1935年（昭和10年） | 419 |
| 1950年（昭和25年） | 447 |